# Petar Sučić
Petar Sučić, né le 25 octobre 2003 à Livno en Bosnie-Herzégovine, est un footballeur international croate qui évolue au poste de milieu défensif à l’Inter Milan.

## Biographie

### Carrière en club
Né à Livno en fédération de Bosnie-et-Herzégovine, Petar Sučić a grandi à Bugojno, où il commence à jouer au football, passant ensuite par l'Iskra Bugojno, puis le Zrinjski Mostar, où il s'illustre en équipe de jeunes, avant d'être transféré au Dinamo Zagreb, au milieu de la saison 2021-22,.
De retour en prêt au club de Mostar, il fait ses débuts professionnel avec l'équipe première le 6 juillet 2022, entrant en jeu lors du match de qualification à la Ligue des champions contre le Sheriff Tiraspol. Au cours de la saison, il s'impose comme titulaire avec les champions en titre bosniens, jouant un rôle clé dans le premier doublé du club,,.
Après la fin de son prêt, Sučić revient en Croatie avec cette fois dans la peau d'un titulaire, alors qu'il apparait comme un des jeunes les plus prometteurs de son pays,. Il fait rapidement ses débuts avec les champions croates lors de la victoire en Supercoupe.
Le 4 juin 2025, Sučić a rejoint le club italien de Serie A, l'Inter Milan, en signant un contrat de cinq ans.

### Carrière en sélection
Petar Sučić il était international bosnien en équipes de jeunes, ayant notamment joué avec les moins de 19 ans,, avant de découvrir la sélection espoirs en 2022.
En mars 2024, il a décidé de jouer pour la Croatie.

## Palmarès
| Zrinjski Mostar - Championnat de Bosnie-Herzégovine - Champion en 2022-23 - Coupe de Bosnie-Herzégovine - Vainqueur en 2022-23 (en) Dinamo Zagreb - Supercoupe de Croatie - Vainqueur en 2023 (en) |